# Lão Thành, Lạc Dương
Lão Thành (chữ Hán giản thể: 老城区, Hán Việt: Lão Thành khu) là một quận của địa cấp thị Lạc Dương, tỉnh Hà Nam, Cộng hòa Nhân dân Trung Hoa. Lão Thành nằm ở phía đông của Lạc Dương, có diện tích 57 km2, dân số khoảng 130.000 người. Quận này được chia ra thành các đơn vị hành chính gồm 6 nhai đạo: Tây Bác Ngung, Đông Nam Ngung, Đông Bắc Ngung, Tây Nam Ngung, Tây Quan, Nam Quan.